# Устья
У́стья — река в Архангельской области, крупнейший правый приток реки Вага (бассейн Северной Двины). По названию реки получил имя Устьянский район Архангельской области, что нашло отражение в гербе района: голубой цвет фона символизирует реку Устью.. 
Река протекает с востока на запад через 4 района Архангельской области (Котласский, Красноборский, Устьянский и Вельский), несколько раз меняя направление течения, своеобразным «зигзагом». От истока до посёлка Синники река течёт на северо-запад, после чего поворачивает на юг. В районе впадения реки Кизема река вновь поворачивает на северо-запад. Около посёлка Бестужево река сворачивает на юго-запад до посёлка Октябрьский, где река опять меняет направление на северо-запад до впадения в реку Вагу.

## Гидрология
Длина реки 477 км, площадь бассейна 17 500 км², средний расход воды в 107 км от устья 92,4 м³/сек. Питание смешанное, с преобладанием снегового. Половодье с апреля по июнь. Замерзает во 2-й половине октября — ноябре, вскрывается во 2-й половине апреля — 1-й половине мая. В половодье сплавная. Судоходна в низовье.
| Средний расход воды (м³/с) реки Устья по месяцам с 1935 по 1988 гг. (замеры производились на гидрологическом посту в районе села Шангалы, в 107 км от устья) |

## Населённые пункты на реке
На Устье расположены нынешний районный центр Устьянского района Архангельской области посёлок Октябрьский и бывший — село Шангалы и много деревень.

## Данные водного реестра
По данным государственного водного реестра России относится к Двинско-Печорскому бассейновому округу, водохозяйственный участок реки — Вага, речной подбассейн реки — Северная Двина ниже места слияния Вычегды и Малой Северной Двины. Речной бассейн реки — Северная Двина.

### Притоки (км от устья)
| - 20 км: река Кокшеньга - 23 км: река Яманиха - 30 км: река Андреевка (Ендрейковка) - 31 км: река Яшка - 41 км: река Волица - 46 км: река Глотовица (Глотовка) - 56 км: река Солица - 60 км: река Чадромка - 71 км: река Маковеевка - 73 км: река Васильевка - 82 км: река Соденьга (Содельга) - 107 км: река Ворсонга - 126 км: река Мяткурга (Мичкурга) - 135 км: река Кочкужмень | - 138 км: река Сондема - 140 км: река Ворбаза (Ворбаз, Ниж. Ворбаза, Ворбаш) - 152 км: река Еденьга - 159 км: река Кочкурга - 163 км: река Гнилая Мельчуга - 169 км: река Мельчуга - 180 км: река Волюга (Валюга) - 215 км: река Иленза - 216 км: река Тюхтюньга - 222 км: река Верюга - 222 км: река Сенюга (в верховьи — Челуга) - 234 км: река Шаткурга - 240 км: река Падома (Узкая Падома, Падилла, Падоша) - 246 км: река Нижняя Гавшина - 248 км: река Верхняя Гавшина - 254 км: река Переиска - 268 км: река Мураниха | - 283 км: река Уфтюга - 288 км: река Большой Утюкс (Утюкса, Утокса) - 302 км: река Мордонга - 306 км: река Мехреньга - 307 км: река Воронгаз - 314 км: река Кизьма (Кизима, Кызима) - 317 км: река Вонжуга (Вольжуга) - 335 км: река Пордонга (Пардата) - 344 км: ручей Глубокий - 360 км: река Вергас - 367 км: река Кидюга - 377 км: река Водренга - 388 км: река Кентас - 390 км: река Сюйга - 403 км: река Берёзовка - 424 км: река Маломса |

Устья в бассейне Северной Двины
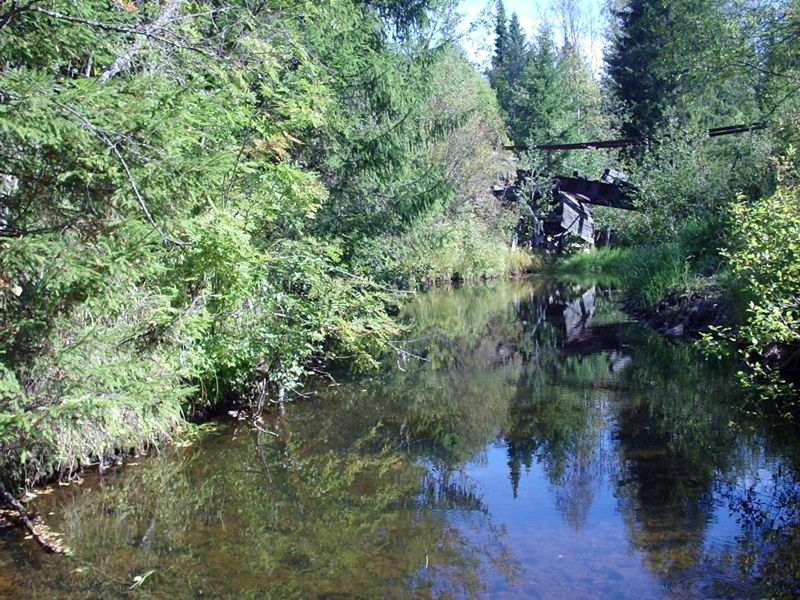
Устья в 15 км от истока
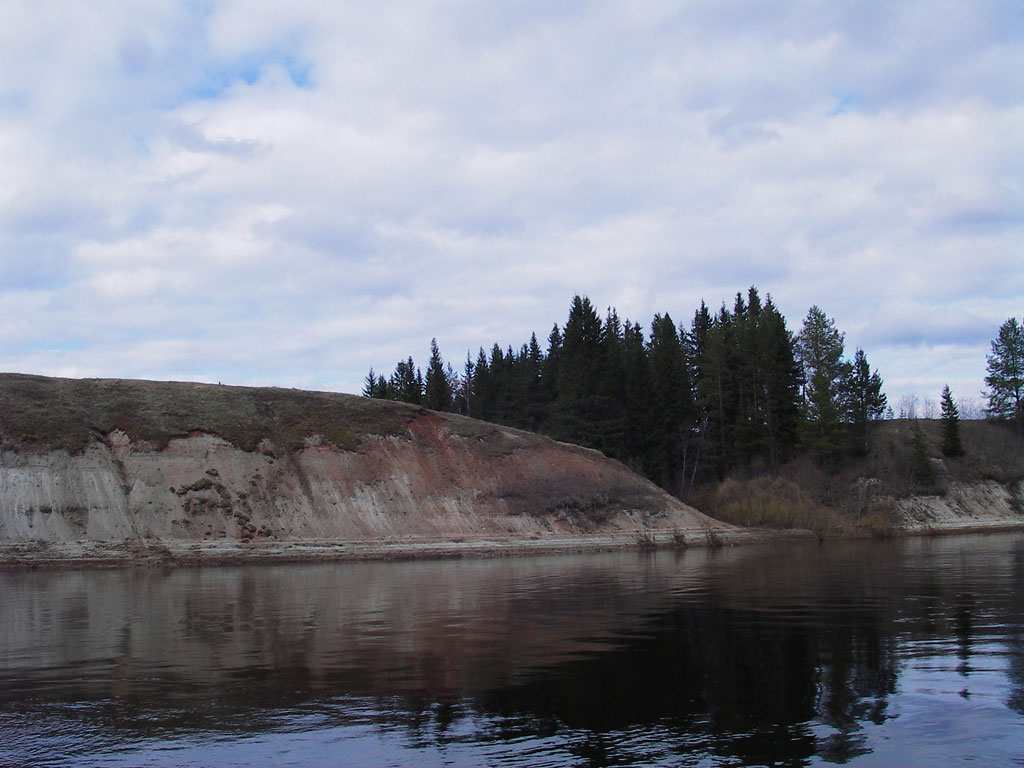
Река Устья в верховье на востоке Устьянского района